# Von Mao zu Mozart – Isaac Stern in China
Von Mao zu Mozart – Isaac Stern in China ist ein 1979 in der Volksrepublik China entstandener, US-amerikanischer Dokumentarfilm über eine Konzert- und Erfahrungsreise des Geigers Isaac Stern. Regie führte Murray Lerner. 1981 wurde die Produktion mit einem Oscar in der Kategorie Bester Dokumentarfilm ausgezeichnet.

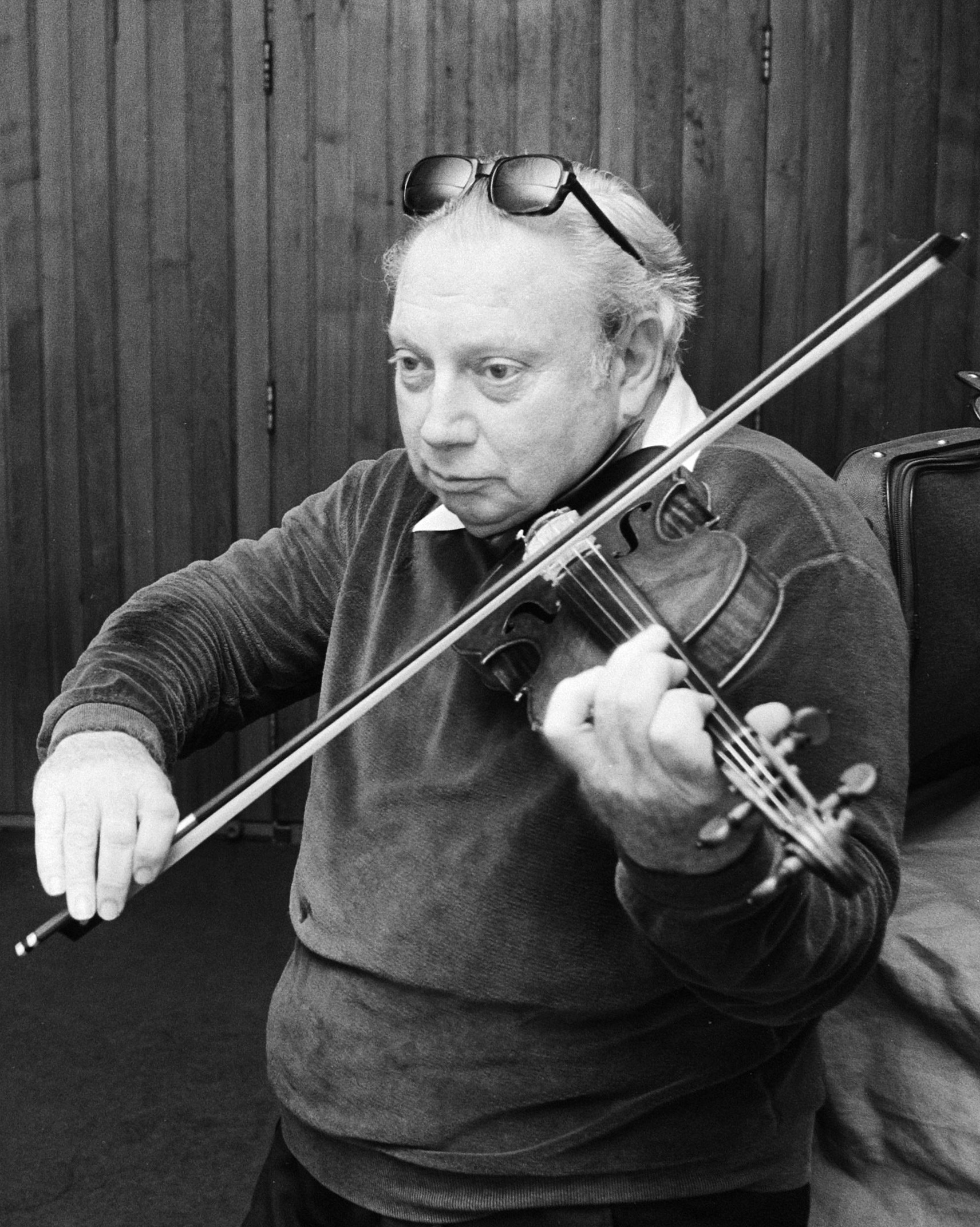
Geiger Isaac Stern

## Handlung
Im Zuge der Ping-Pong-Diplomatie und des allgemeinen Tauwetters zwischen den USA und der Volksrepublik China wurden im Laufe der 1970er Jahre auch Versuche eines kulturellen Austauschs zwischen den beiden Weltmächten unternommen. Infolgedessen erhielten der amerikanische Geiger Isaac Stern und seine Familie sowie sein Kollege, der Pianist David Golub, eine Einladung, im Juni 1979 China zu besuchen. Stern stimmte dieser Einladung zu, verlangte aber, dass er ein US-Kamerateam mitnehmen dürfe, das diese Goodwill-Reise dokumentieren dürfe. So entstanden die in diesem Film zu sehenden Aufnahmen. Aus den rund 100 Stunden belichteten Materials wurden für die Kinoauswertung knapp anderthalb Stunden herausgefiltert. Als Ergebnis konnten „ein Oscar und volle Häuser in New York, Zürich, Paris“ verbucht werden, wie der Spiegel in einer Reportage zum Film in seiner Ausgabe vom 22. November 1982 berichtete.
Der Dokumentarfilm zeigt, dass es zu einer Fülle von Begegnungen zwischen dem amerikanischen Künstler und chinesischen Repräsentanten aus Politik und Kultur kam, wie beispielsweise mit dem chinesischen Dirigenten Li Delun und mehreren Musikstudenten des Landes, deren Erfahrung mit westlicher klassischer Musik eher gering war. Stern gab nur ein, zwei Konzerte in dem Riesenreich, knüpfte aber zahlreiche Kontakte mit dem Zentralen Konservatorium der Musik und dem Musikkonservatorium von Schanghai und nahm an mehreren Musikproben teil. Einige der klassischen Musiker Chinas, die Stern vor Ort kennen lernte, hatten zur Zeit der Kulturrevolution unter massiver Verfolgung seitens der Pekinger Regierung zu leiden gehabt. Andere Jungmusiker, wie etwa der junge Cellist Jian Wang oder die Geigerin Vera Tsu, sollten später Karriere machen. Das Gros der Musiker aber, so lässt Stern durchscheinen, würden zwar die technischen Seiten der Instrumentenbeherrschung verstehen, ihnen mangele es jedoch beim Spiel allzu oft an „Seele“ und an einem wirklichen Zugang zur Klassik. Sterns Interesse wiederum an chinesischer Musiktradition, so zeigt der Film, wird zwar ebenfalls dokumentiert, sei aber, so unterstellt der „Spiegel“-Artikel, kaum mehr als gespielte Höflichkeit. Wenn Stern an einer Varietévorführung chinesischer Artisten teilnimmt, so streift der Film auch das touristische Element dieser Stern-Reise. Nach Jahren der Isolation infolge der kulturpolitischen Verwerfungen Ende der 1960er Jahre, so deutet dieser Film ebenfalls an, steht das neue China für eine Öffnung gegenüber der Kultur des Westens.

## Produktionsnotizen
Die Aufnahmen entstanden über drei Wochen des Junis 1979 hinweg in China. In den USA lief der Film am 23. Februar 1981 in New York an, die deutsche Leinwandpremiere war am 12. November 1982.
Walter Scheuer übernahm die Produktionsleitung, Allan Miller die künstlerische Überwachung. Für den Ton zeichneten Lawrence Loewinger und Jonathan Sanders verantwortlich.
In Nordamerika spielte der Film etwas mehr als 1,2 Millionen Dollar ein.

## Kritiken
Der Spiegel widmete sich dem Film 1982 in einem ausführlichen Artikel. Dort hieß es: „Von Mao handelt der Film wenig, von Mozart – wie von Schubert und Beethoven – weit mehr. Mit gefälliger Alliteration zeigt der Titel die Richtung an: Für das chinesische Kulturleben steht in diesem Film vor allem die geistige Wüste während der Kulturrevolution. Dokumentiert werden Beschädigungen aus der Zeit der Isolation und der Wille, heute, die politische Öffnung auf dem Gebiet der Kultur voranzutreiben. Daß dieses Lehrstück über den augenblicklichen Stand west-östlicher Kulturbeziehungen überraschend anregend ist, liegt an der Person des Isaac Stern. (…) Ein idealer Goodwill-Botschafter: Ob er Kindern zuhört, die es auf ihren Instrumenten weit gebracht haben, ob er eine Meisterklasse unterrichtet oder mit den Mitgliedern der Philharmonie in Peking probt – immer zeigt er ein formidables Talent, sein Können und seine Begeisterung Studenten wie Zuschauern (und Kinogängern) zu vermitteln. Sein Anliegen auf dieser Reise ist die Interpretation westlicher Kompositionen. Wenn er sich chinesische Instrumente vorführen läßt, wirkt er dagegen nur höflich-interessiert. (…) China bleibt in diesem Film Kulisse – so wie die Bilder aus dem fahrenden Zug: dunkelgrüne Kegelberge, hellgrüne Reisfelder, Menschen am Fluß. Dem Geiger Isaac Stern ist dies alles eine großartige Folie für seine Demonstration abendländischer Musikkultur. Doch sein Interesse an chinesischer Tradition scheint begrenzt, die Prioritäten sind klar: Die westliche Kultur wird hier als die überlegene dargestellt.“
Hal Erickson kam in seiner Kritik aus amerikanischer Sicht zu einem ganz anderen Schluss: „Der Film ist außerordentlich ausbalanciert und behandelt die östliche wie die westliche Musikkultur mit gleichem Respekt“.
Das Lexikon des Internationalen Films befand: „Wie dieser Künstler, durch Generationen und Kulturen von Chinesen getrennt, über die Musik unmittelbar Kontakt findet, sich verständigen und etwas von der Seele der abendländischen Musik vermitteln kann, ist ein großes Erlebnis. Der Film ist zugleich ein packendes Dokument einer funktionierenden Kommunikation zwischen fremden Menschen, Völkern und Kulturen.“
Der Movie & Video Guide resümierte knapp, dass dieses Werk zurecht den Oscar für den besten Dokumentarfilm bekommen habe.